# Sīnah
Sīnah (arabiska: سينة, kurdiska: Sîne, سينە) är en ort i Irak.   Den ligger i distriktet Semel District och provinsen Dahuk, i den norra delen av landet, 400 km norr om huvudstaden Bagdad. Sīnah ligger 596 meter över havet och antalet invånare är 128 776.
Terrängen runt Sīnah är kuperad. Runt Sīnah är det ganska tätbefolkat, med 58 invånare per kvadratkilometer. Närmaste större samhälle är Dihok, 8,0 km nordväst om Sīnah. Omgivningarna runt Sīnah är i huvudsak ett öppet busklandskap.